# Земский собор 1613 года

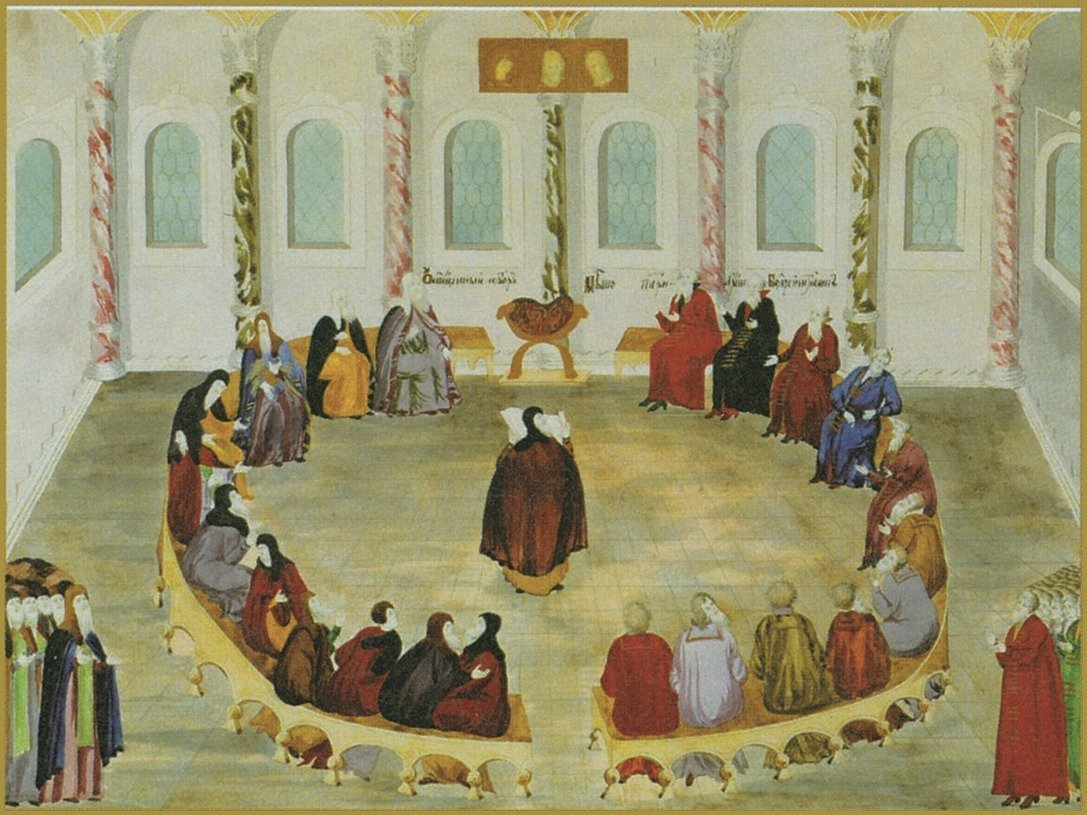
Провозглашение Авраамием Палициным, келарем Троице-Сергиева монастыря, решения земского собора об избрании на царство Михаила Фёдоровича Романова. Миниатюра из «Книги об избрании на царство на превысочайший престол великаго российскаго царствия Великаго Государя и Великаго Князя Михаила Феодоровича всея великия России Самодержца. 1673 год»

Земский собор 1613 года — собрание представителей различных земель и сословий Русского царства, состоявшееся для избрания на престол нового царя. Открылся 16 января 1613 года в Успенском соборе Московского Кремля. 21 февраля (3 марта) 1613 года собор избрал на царство Михаила Романова, положив начало новой династии.

## Земские соборы
Земские соборы созывались в Русском царстве неоднократно на протяжении полутора столетий — с середины XVI до конца XVII века (окончательно упразднены Петром I). Однако во всех остальных случаях они играли роль совещательного органа при действующем монархе и, по сути, не ограничивали его абсолютной власти. Земский собор 1613 года созывался в условиях династического кризиса. Его главной задачей было избрание и легитимизация новой династии на российском престоле.

## Предыстория
Династический кризис в России разразился в 1598 году после смерти царя Фёдора Иоанновича. На момент своей смерти Фёдор оставался единственным сыном царя Иоанна Грозного. Двое других сыновей были убиты: старший, Иоанн Иоаннович, погиб в 1581 году предположительно от руки отца; младший, Дмитрий Иоаннович, в 1591 году в Угличе при невыясненных обстоятельствах. Своих детей у Фёдора не было. После его смерти трон перешёл к супруге царя, Ирине, затем к её брату Борису Годунову. После смерти Бориса в 1605 году последовательно правили:
- Сын Бориса, Фёдор Годунов
- Лжедмитрий I (подлинное происхождение является спорным)
- Василий Шуйский

После свержения Василия Шуйского с престола в результате восстания 17 (27) июля 1610 года власть в Москве перешла к временному боярскому правительству (см. Семибоярщина). В августе 1610 года часть населения Москвы присягнула на верность королевичу Владиславу, сыну польского короля и великого князя литовского Сигизмунда III. В сентябре армия Речи Посполитой вошла в Кремль. Фактическая власть Московского правительства в 1610—1612 годах была минимальной. В стране царила анархия, северо-западные земли (включая Новгород) были заняты шведскими войсками. В подмосковном Тушино продолжал функционировать Тушинский лагерь другого самозванца, Лжедмитрия II. Лагерь действовал до марта 1610, но с декабря 1609 он отказался от поддержки Самозванцев и поддерживал польского короля. В марте 1610 Тушинский лагерь был разгромлен. Лжедмитрий II был убит в Калуге в декабре 1610. Для освобождения Москвы от захватчиков последовательно собирались Первое народное ополчение (под руководством Прокопия Ляпунова, Ивана Заруцкого и князя Дмитрия Трубецкого), а затем и Второе народное ополчение под руководством Кузьмы Минина и князя Дмитрия Пожарского. В августе 1612 года Второе ополчение с частью сил, оставшихся под Москвой от Первого ополчения, разбило армию Речи Посполитой, а в октябре полностью освободило столицу.

## Созыв собора
26 октября (5 ноября) 1612 года в Москве, лишённый поддержки со стороны основных сил гетмана Ходкевича, капитулировал гарнизон войск Речи Посполитой. После освобождения столицы возникла необходимость в выборе нового государя. Из Москвы во многие города Руси были разосланы грамоты от имени освободителей Москвы — Пожарского и Трубецкого. Дошли сведения о документах, отправленных в Соль Вычегодскую, Псков, Новгород, Углич. Эти грамоты, датированные серединой ноября 1612 года, предписывали прибыть в Москву представителям каждого города до 6 декабря. Однако выборные долго съезжались из далёких концов ещё бурлящей России. Некоторые земли (например, Тверская) были разорены и сожжены полностью. Кто-то присылал 10-15 человек, кто-то всего одного представителя. Срок открытия заседаний Земского Собора был перенесён с 6 декабря на 6 января. В полуразрушенной Москве осталось единственное здание, способное вместить всех выборных — Успенский собор Московского Кремля. Численность собравшихся колеблется по разным оценкам от 700 до 1500 человек.

## Кандидаты на престол

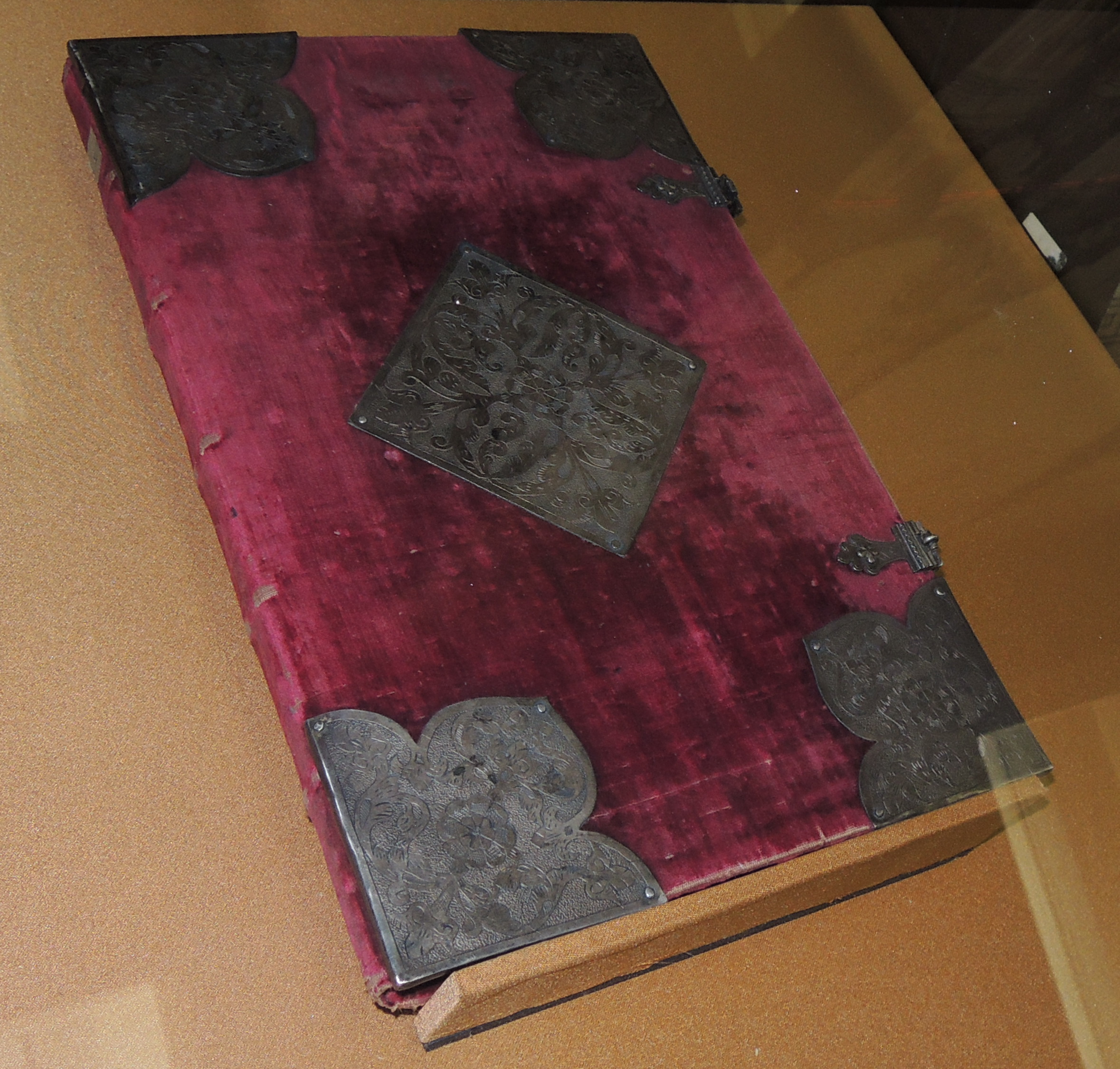
Утверждённая грамота Земского собора об избрании на царский престол Михаила Федоровича

В 1613 году на российский престол, помимо Михаила Романова, претендовали как представители местной знати, так и представители правящих династий соседних стран. Среди последних кандидатами на престол были:
- Польский королевич Владислав, сын Сигизмунда III
- Шведский королевич Карл Филипп, брат Густава II Адольфа
- Австрийский представитель Максимилиан, брат императора Священной Римской империи Максимилиана II

Среди представителей местной знати выделялись следующие фамилии. Все они имели серьёзные недостатки в глазах избирателей.
- Голицыны. Этот род происходил от Гедимина Литовского, однако отсутствие В. В. Голицына (он был в плену в Варшаве) лишало этот род сильных кандидатов.
- Мстиславские и Куракины. Эти рода также имели происхождение от Гедиминовичей. Однако представители этих знатных русских родов подорвали свою репутацию[источник не указан 4402 дня] сотрудничеством с властями Речи Посполитой (см. Семибоярщина)
- Воротынские. По официальной версии наиболее влиятельный представитель этого рода, И. М. Воротынский подал самоотвод.
- Годуновы и Шуйские. И те, и другие являлись родственниками ранее правивших монархов. Род Шуйских, кроме того, происходил от Рюрика. Однако родство со свергнутыми правителями таило в себе определённую опасность: взойдя на престол, избранники могли увлечься сведением политических счётов с оппонентами.
- Черкасский, Дмитрий Мамстрюкович
- Дмитрий Пожарский и Дмитрий Трубецкой. Они прославили свои имена во время штурма Москвы, но их боялись, и они не были ближайшими родственниками Ивана Грозного и Фёдора Ивановича. Хотя Трубецкой был из Гедиминовичей, но он подорвал свой авторитет среди боярства командованием казаками, которые его претензии на трон при этом в последний момент не поддержали, чтобы не было смуты среди них самих, так как часть их поддерживала Черкасского. Пожарский, хотя и происходил из князей Стародубских, но в годы опричнины его род оказался в опале и изрядно упал в вопросах местничества. Но, главное, его боялись как одного из немногих воевод, никогда не запятнанных сотрудничеством с Лжедмитриями и интервентами, и это объединяло против него тушинцев, казаков и бывших участников семибоярщины, а, самое главное, сам он не выдвигал свою кандидатуру, но склонялся к избранию австрийского или шведского представителя.

Кроме того, рассматривалась кандидатура Марины Мнишек и её сына от брака с Лжедмитрием II, прозванного «Ворёнком».

## Мотивы избрания
Согласно официально признанной в эпоху правления Романовых (и позднее укоренившейся в советской историографии) точке зрения, собор добровольно, выражая мнение большинства жителей России, принял решение об избрании Романова, согласуясь с мнением большинства. Эту точку зрения разработал историк Николай Лавровский, который, изучив сообщения источников, построил следующую схему событий. Первоначально участники собора решили не выбирать царём из Литвы и Швеции «с их детьми и Маринку с сыном, равно как всех иноземных государей», а «выбирать из московских и русских родов». Затем участники собора стали обсуждать вопрос, кого же избрать «из русских родов» и решили «избрать царя из племени праведного… блаженной памяти Феодора Ивановича всея Руси» — его племянника Михаила Романова. Такое описание работ Собора повторялось многократно, вплоть до начала XX века. Этой позиции придерживались, в частности, крупнейшие российские историки XVIII—XX веков: Н. М. Карамзин, С. М. Соловьёв, Н. И. Костомаров, В. Н. Татищев и другие.

«Не было тогда никого милее народу русскому, как род Романовых. Уж издавна он был в любви народной. Была добрая память о первой супруге Ивана Васильевича, Анастасии, которую народ за её добродетели почитал чуть ли не святою. Помнили и не забыли её доброго брата Никиту Романовича и соболезновали о его детях, которых Борис Годунов перемучил и перетомил. Уважали митрополита Филарета, бывшего боярина Фёдора Никитича, который находился в плену в Польше и казался русским истинным мучеником за правое дело»
— Н. И. Костомаров

## Ход заседаний
Собор открылся 16 января. Открытию предшествовал трехдневный пост, целью которого было очищение от грехов смуты. Москва была почти полностью разрушена и разорена, поэтому селились, вне зависимости от происхождения, кто где мог. Сходились все в Успенском соборе день за днем. Интересы Романовых на соборе защищал боярин Фёдор Шереметев. Являясь родственником Романовых (Михаил Романов был родственником наибольшего числа других кандидатов) и кандидатом на престол, сам он, однако, с точки зрения казаков, не мог успешно претендовать на престол, поскольку, как и некоторые другие кандидаты, входил в состав Семибоярщины.
Одним из первых решений собора стал отказ от рассмотрения кандидатур Владислава и Карла Филиппа, а также Марины Мнишек:

«…А Литовского и Свийского короля и их детей, за их многие неправды, и иных никоторых людей на московское государство не обирать, и Маринки с сыном не хотеть»
— С. Ф. Платонов
Но и после такого решения Романовым всё ещё противостояло множество сильных кандидатов. Конечно, все они имели те или иные недостатки (см. выше). Однако и Романовы имели важный недостаток — по сравнению со старинными русскими родами они явно не блистали происхождением. Первым исторически достоверным предком Романовых традиционно считается московский боярин Андрей Кобыла, по версии Романовых и происходящих от него же Шереметевых и многих других московских родов происходивший из прусского княжеского рода.

### Первая версия

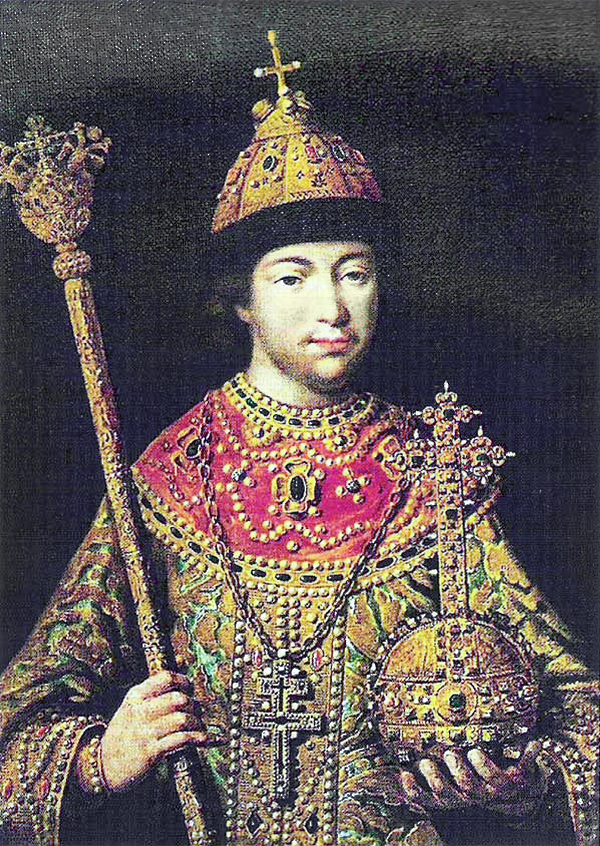
Михаил Фёдорович после избрания на царство

Согласно официальной версии, избрание Романовых стало возможным благодаря тому, что кандидатура Михаила Романова оказалась компромиссной во многих отношениях:
- Получив на московском троне молодого, неопытного монарха, бояре могли надеяться оказывать давление на царя при решении ключевых вопросов.
- Отец Михаила, патриарх Филарет некоторое время состоял в лагере Лжедмитрия II. Это давало надежду перебежчикам из Тушинского лагеря, что Михаил не станет сводить с ними счёты.
- Патриарх Филарет, кроме того, пользовался несомненным авторитетом в рядах духовенства.
- Род Романовых в меньшей степени запятнал себя сотрудничеством с «непатриотичным» польским правительством в 1610—1612 годах. Хотя Иван Никитич Романов и входил в состав Семибоярщины, он находился в оппозиции к остальным своим родственникам (в частности, патриарху Филарету и Михаилу Фёдоровичу) и не поддерживал их на соборе.
- С Анастасией Захарьиной-Юрьевой, первой женой царя Иоанна Грозного, был связан наиболее либеральный период его правления.

«Выберем Мишу Романова! — не скрывая своих замыслов агитировал боярин Фёдор Шереметьев. — Он молод и будет нам поваден!» …Стремление иметь «повадного» неопытного монарха — вот цель, которую преследовали многоопытные и хитроумные московские политики, сторонники Михаила (А. Я. Дегтярёв)

Более последовательно излагает причины избрания Михаила Романова на царство Лев Гумилёв:

«Казаки были настроены в пользу Михаила, поскольку его отец, друживший с тушинцами, не был врагом казачеству. Бояре помнили о том, что отец претендента из знатного боярского рода и к тому же двоюродный брат Фёдора Иоанновича, последнего царя из рода Ивана Калиты. Иерархи церкви высказались в поддержку Романова, так как его отец был монахом, причём в сане митрополита, а для дворян Романовы были хороши, как противники опричнины».

### Другие версии

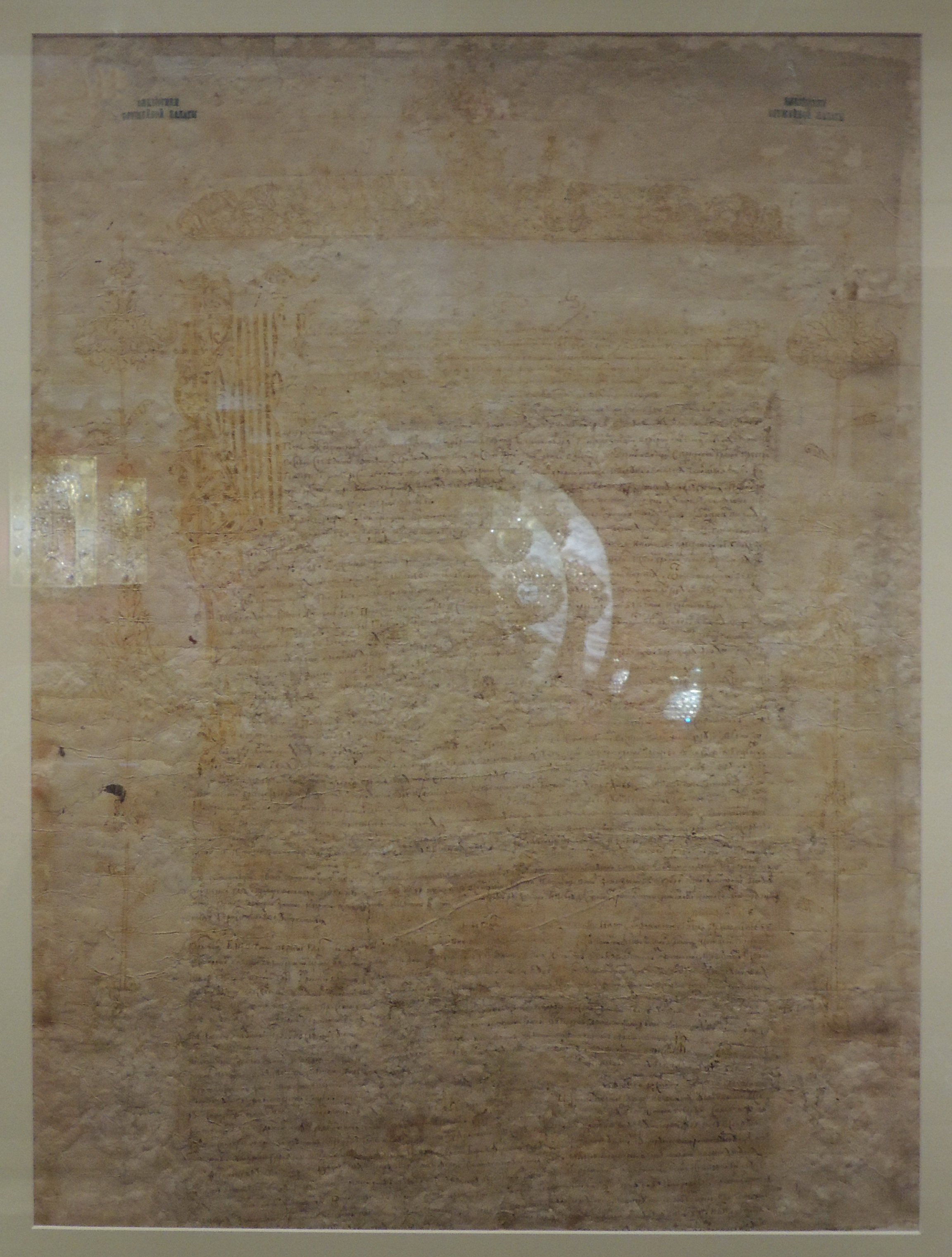
Утверждённая грамота Земского собора об избрании царя Михаила Фёдоровича. Москва, май 1613 года. ММК. Была написана в 2 экз. в виде свитков, заверены подписями более 230 участников собора (на оборотной стороне) и печатями духовенства. В настоящий момент один из них состоит из 9 листов, на фото — 1-й лист.

По мнению ряда историков, решение собора не было вполне добровольным. Первое голосование по кандидатуре Михаила состоялось 4 (7?) февраля. Результат голосования обманул ожидания Фёдора Шереметева:

«Когда заботами Шереметьева большинство было достаточно подготовлено, 4 февраля назначили предварительное голосование. Результат, несомненно, обманул ожидания, поэтому, ссылаясь на отсутствие многих избирателей, постановили решительное голосование отложить на две недели… Сами вожаки, очевидно, нуждались в отсрочке, чтобы лучше подготовить общественное мнение…» (К. Валишевский)

Действительно, решающее голосование было назначено на 21 февраля (3 марта) 1613 года. Собор, однако, принял другое, неугодное Шереметеву решение: потребовал от Михаила Романова, как и от всех остальных кандидатов, незамедлительно явиться на собор. Шереметев всячески препятствовал исполнению этого решения, мотивируя свою позицию соображениями безопасности. Некоторые данные указывают на то, что жизнь претендента на престол была под угрозой. Согласно легенде, специальный отряд войск Речи Посполитой был послан в село Домнино, где скрывался Михаил Фёдорович, для его убийства, однако домнинский крестьянин Иван Сусанин спас жизнь будущему царю. Критики официальной версии предлагают другое объяснение:

«Лишённый всякого воспитания среди бурных событий, окружавших его детство и раннюю юность, не умея, вероятно, ни читать, ни писать, Михаил мог всё испортить, явившись перед лицом Собора» (К. Валишевский)

Собор продолжал настаивать, но позднее (ориентировочно 17-18 февраля) переменил решение, позволив Михаилу Романову остаться в Костроме. А 21 февраля (3 марта) 1613 года избрал Романова на царство.

### Вмешательство казаков

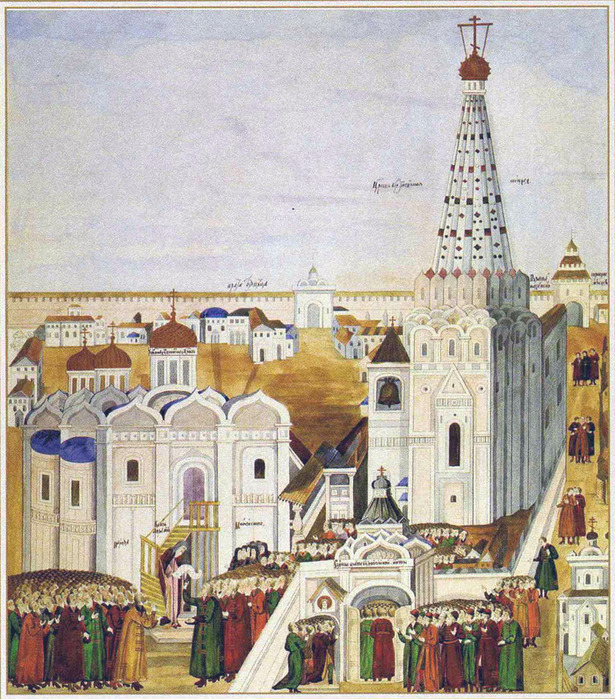
20 февраля 1613 года. На паперти Благовещенского собора Московского Кремля келарь Троице-Сергиевой лавры Авраамий Палицын зачитывает решение Земского собора «Об избрании на царский престол боярина Михаила Фёдоровича Романова». («Книга об избрании на царство царя и великого князя Михаила Федоровича», 1673)

Некоторые свидетельства указывают на возможную причину такой перемены. 10 февраля 1613 года в Новгород прибыли два купца, сообщившие следующее:

«Русские казаки, которые в Москве, пожелали в великие князья боярина по имени князь Михаил Фёдорович Романов. Но бояре были совершенно против этого и отклонили это на Соборе, который недавно был созван в Москве». (Л. В. Черепнин)

А вот свидетельство крестьянина Фёдора Бобыркина, тоже прибывшего в Новгород, датированное 16 (26) июля 1613 — через пять дней после коронации:

«Московские простые люди и казаки по собственному желанию и без общего согласия других земских чинов выбрали великим князем Фёдорова сына, Михаила Фёдоровича Романова, который теперь в Москве. Земские чины и бояре его не уважают». (Л. В. Черепнин)

Литовский полководец Лев Сапега так сообщил о результатах выборов пленнику Филарету — Отцу новоизбранного царя:

«Посадили сына твоего на Московское государство одни казаки донцы». (С. Ф. Платонов)

Вот повесть, написанная ещё одним очевидцем событий.

«Бояре тянули время на соборе, стремясь решить вопрос о царе „втаи“ от казаков и дожидаясь их выезда из Москвы. Но те не только не уезжали, но вели себя активней. Однажды, посоветовавшись „всем казацким воинством“, они послали до пятисот человек к крутицкому митрополиту. Насильно, выломав ворота, ворвались к нему во двор и „грубными словесами“ потребовали: „Дай нам, митрополит, царя государя на Россию, кому нам поклонитися и служити и у ково жалования просити, до чево на гладною смертию измирати!“» (Романовы, Исторические портреты, под ред. Е. В. Леоновой)

Перепуганный митрополит убежал к боярам. Спешно созвали всех на собор. Казацкие атаманы повторили своё требование. Бояре представили им список из восьми бояр — самых, по их мнению, достойных кандидатов. В списке были князь Ф. И. Мстиславский, князь Д. М. Пожарский, князь Д. Т. Трубецкой, князь Пётр Иванович Пронский, князь И. М. Воротынский, кн. И. Б. Черкасский, Ф. И. Шереметев, И. Н. Романов, а Михаила Романова не было. Тогда выступил один из казацких атаманов:

«Князья и бояра и все московские вельможи! Не по Божии воли, но по самовластию и по своей воле вы избираете самодержавного. Но по Божии воли и по благословению… великого князя Фёдора Иоанновича всея Руси при блаженной его памяти, кому он, государь, благослови посох свой царской и державствовать на России князю Фёдору Никитичу Романову. И тот ныне в Литве полонен. И от благодобраго корене и отрасль добрая и честь — сын его князь Михайло Фёдорович. Да подобает по Божии воли на царствующем граде Москве и всея Русии да будет царь государь и великий князь Михайло Фёдорович всея Руси…» (там же)

## Посольство в Кострому
2 марта к находившемуся в Костроме Михаилу Романову с матерью отправили от имени Земского собора посольство под руководством рязанского архиепископа Феодорита Троицкого. В состав посольства вошли архимандриты Чудова, Новоспасского, Симонова монастырей, бояре Ф. И. Шереметев, В. И. Бахтеяров-Ростовский, дети боярские, приказные люди, выборные от городов. Цель посольства — оповестить Михаила об избрании на престол и вручить ему соборную клятву. По официальной версии, Михаил испугался и наотрез отказался царствовать, так что послам пришлось проявить всё своё красноречие, чтобы убедить будущего царя принять корону. Критики «романовской» концепции высказывают сомнения в искренности отказа и отмечают, что соборная клятва не имеет исторической ценности:

«Строго говоря, этот документ не имеет никакой исторической ценности. Предназначенный служить протоколом великого события, он в значительной части состоит из буквальной копии избирательной грамоты Годунова; самая речь, которую произнёс перед Борисом патриарх Иов, влагается здесь в уста архиепископа Феодорита, обращающегося к Михаилу» (К. Валишевский)

Так или иначе, Михаил согласился принять престол и выехал в Москву, куда прибыл 2 (12) мая 1613 года.
Коронация в Москве состоялась 11 (21) июля 1613 года.